# نوروزعلی محمداف

نوروزعلی محمداف

نوروزعلی محمداف (۱۹۴۰ - ۱۷اوت ۲۰۰۹) فعال ملی، روشنفکر، فلسفه‌دان و روزنامه‌نگار تالشی جمهوری آذربایجان بود. او به دلیل شرکت در کنفرانس علمی تالش‌شناسی در دانشگاه گیلان توسط مقامات جمهوری آذربایجان دستگیر و به ۱۰ سال زندان محکوم شد؛ که در نهایت او را در زیر شکنجه کشتند.

## خانواده
پسران ممدوف، امیل و کیامران برای مدت کوتاهی ربوده و تحت شکنجه و فشارهای روحی قرار گرفتند. 

## آثار
لغتنامه تالشی ـ آذربایجانی ـ روسی